# Proteinska interakcija
Proteini formiraju interakcije sa mnogim tipovima molekula. Te interakcije su srodne po njihovoj funkciji i stoga su predmet istraživanja molekularne biologije, i računarskih metoda za predviđanje u bioinformatici.
Proteinske interakcije se mogu klasifikovati u:
- Protein–ligand interakcija
- Protein–lipid interakcija
- Protein–polinukleotid interakcija
- Protein–polifenol interakcija
- Protein-protein interakcija
- Protein–rastvarač interakcija

## Literatura
- Murray RF, Harper HW, Granner DK, Mayes PA, Rodwell VW (2006). Harper's Illustrated Biochemistry. New York: Lange Medical Books/McGraw-Hill.  0-07-146197-3.
- Van Holde KE, Mathews CK (1996). Biochemistry. Menlo Park, California: Benjamin/Cummings Pub. Co., Inc.  0-8053-3931-0.
- Branden C, Tooze J (1999). Introduction to Protein Structure. New York: Garland Pub.  0-8153-2305-0.